# Подлесное (Ярославская область)
Подлесное — деревня Артемьевского сельского округа Артемьевского сельского поселения Тутаевского района Ярославской области.
Деревня находится на западе района, к северо-западу от Тутаева. Она расположена с юго-западной стороны от федеральной трассы Р151 Ярославль—Рыбинск на участке Тутаев — Рыбинск. Деревня расположена на левом берегу небольшого, без постоянного водотока левого притока Волги, ручья Каменка. Ниже по течению, с другой стороны федеральной трассы, при впадении ручья в Волгу находятся деревни Антифьево, на левом берегу ручья, и Шеломки, на правом берегу.
Деревня Подлесная указана на плане Генерального межевания Борисоглебского уезда 1792 года. В 1825 году Борисоглебский уезд был объединён с Романовским уездом. По сведениям 1859 года деревня относилась к Романово-Борисоглебскому уезду.
На 1 января 2007 года в деревне Подлесное числилось 7 постоянных жителей. По карте 1975 года в деревне жило 14 человек. Почтовое отделение, находящееся в городе Тутаев, обслуживает в деревне Подлесное 16 домов.